# دیستریا کراسنیچی
دیستریا کراسنیچی (انگلیسی: Distria Krasniqi؛ زادهٔ ۱۲ اکتبر ۱۹۹۵) جودوکار زن اهل کوزوو است.
وی در مسابقات کشوری و بین‌المللی در مجموع برندهٔ ۳ مدال طلا، ۱ مدال نقره، ۲ مدال برنز شده‌است.